# 野々上八幡神社
野々上八幡神社（ののうえはちまんじんじゃ）は、大阪府羽曳野市にある神社。旧社格は村社。

## 祭神
祭神は八幡大菩薩。

## 歴史

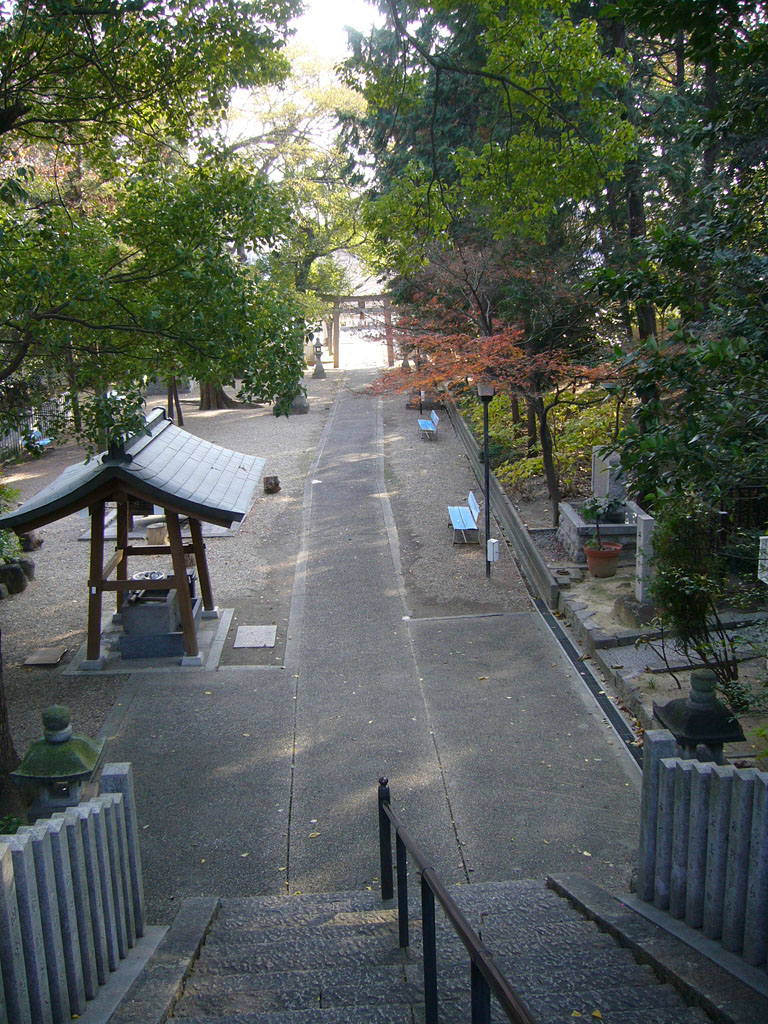
拝殿から境内を望む

創建は不詳であるが、奈良時代から平安時代初期には「中之太子」で知られる野中寺と同じく建立していたと考えられる。しかし、南北朝時代に勃発した延元の乱の野中寺合戦による兵火により野中寺とともに焼失していた。その後、寛文年間（1661年-1673年）に野中寺の復興に合わせて鎮守社として再建された。
1868年（明治元年）には神仏分離令により野中寺と分けられ、村社に列せられる。一時期大津神社（羽曳野市高鷲）に合祀されたが、1948年（昭和23年）に現在地へ復社した。

## 現地情報
所在地
- 大阪府羽曳野市野々上622番地

交通アクセス
- 最寄駅：近鉄南大阪線藤井寺駅下車後、徒歩約20分
- 最寄バス停：藤井寺駅から近鉄バスでバス停「野々上」下車後、徒歩すぐ

## 周辺情報
- 野中寺（東隣）
- 葛井寺
- 辛国神社
- 世界文化遺産古市古墳群